# 여동건
여동건(2005년 8월 4일~)은 대한민국의 야구 선수이다. 현재 KBO 리그 두산 베어스의 내야수로 뛰고 있다.

## 경력
2023년 8월 중화민국에서 열린 2023년 U-18 야구 월드컵에 대한민국 청소년 대표팀의 일원으로 참가했다. 대한민국팀은 이 대회에서 3위에 올랐다. 같은 해 9월 14일 한국프로야구 드래프트에서  2라운드 전체 12번 두산 베어스의 지명을 받았다.
2024년 두산 베어스 선수 경력을 시작했다. 2024년 9월 1일 롯데 자이언츠와의 경기에 출전하며 데뷔 첫 경기를 치렀고, 경기에서 대주자로 나와 데뷔 첫 도루를 기록하였다.

## 출신 학교
- 서울가동초등학교
- 자양중학교
- 서울고등학교